# Dynamo Kijów (koszykówka)
Dynamo Kijów (ukr. Баскетбольний клуб «Динамо» Київ, Basketbolnyj Kłub "Dynamo" Kyjiw) – ukraiński klub koszykarski, mający siedzibę w mieście Kijów.

## Historia
Chronologia nazw:
- 1999: Dynamo Kijów (ukr. БК «Динамо» Київ)

Klub koszykarski Dynamo Kijów został założony w Kijowie 9 kwietnia 1999 roku. W sezonie 2008/09 zespół występował w Pierwszej Lidze Ukrainy, a w następnym 2009/10 uczestniczył w rozgrywkach Wyższej Ligi Ukrainy. W sezonie 2015/16 ponownie mistrzostwa Ukrainy rozgrywane w dwóch osobnych ligach, podporządkowanej FBU SL Favorit Sport oraz w UBL. Klub został zaproszony do SL Favorit Sport, zdobywając wicemistrzostwo. Jednak w następnym sezonie nie przystąpił do rozgrywek. W klubie nadal funkcjonuje drużyna kobiet.

## Sukcesy
- wicemistrz Ukrainy: 2015/16

## Struktura klubu

### Stadion
Klub koszykarski rozgrywał swoje mecze domowe w hali Pałacu Sportu w Kijowie, który może pomieścić 6850 widzów. Również grał w hali Kompleksu Sportowego Meridian o pojemności 1500 widzów.